# Малый часослов герцога Беррийского

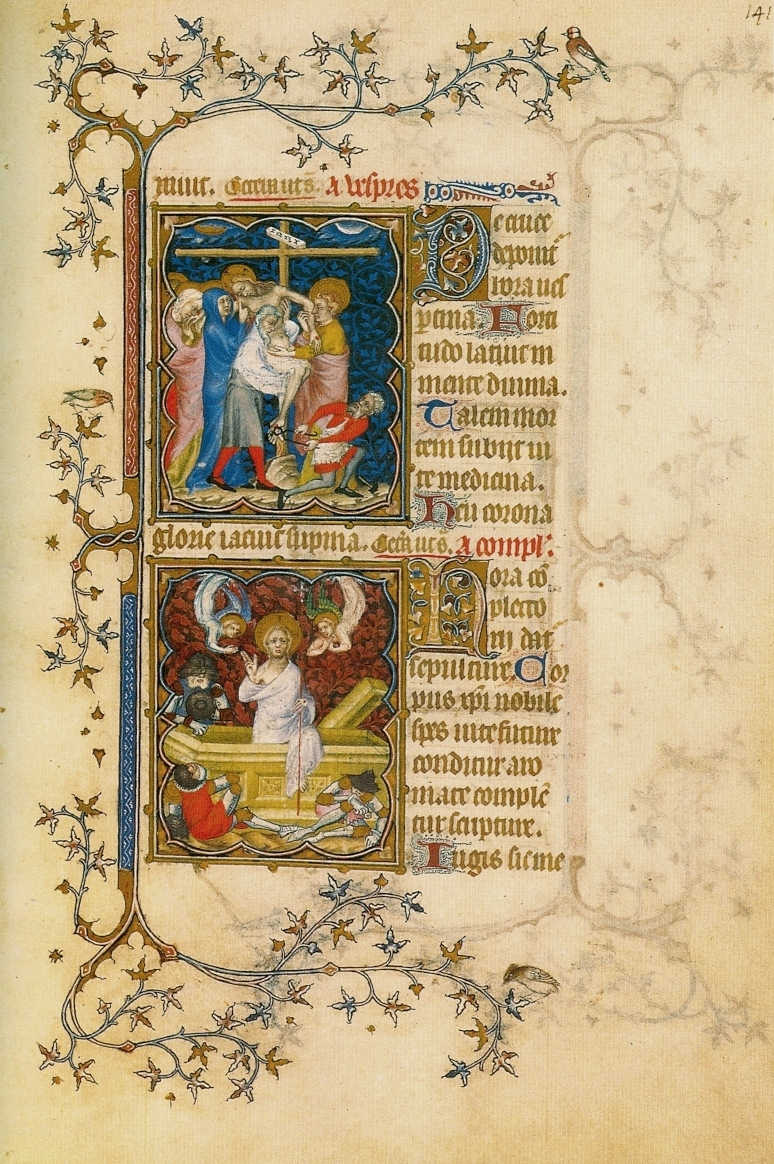
Псевдо-Жакмар де Эсден. Снятие с креста и Воскресение. «Малый часослов герцога Беррийского»

«Малый часослов герцога Беррийского» (фр. Les Petites Heures de Jean de Berry) — часослов, заказанный Жаном Беррийским. В настоящее время хранится в Национальной библиотеке Франции (инв. № Ms. lat. 18014).

## История создания
В создании часослова участвовали многие художники. Жан Ленуар, поступивший в начале 1372 года на службу к герцогу, начал оформление рукописи, вероятно, в 1375 году. Следовавший в своём искусстве манере Жана Пюселя Ленуар выполнил для часослова Страстной цикл. Его работа прервалась внезапно в 1380 году, вероятно, из-за смерти художника. Он оставил большое количество подготовительных рисунков. Вторая группа из четырёх миниатюристов возобновила иллюстрирование манускрипта в 1385 году. Один из художников — Жакмар де Эсден, выполнявший заказы герцога с 1384 года. Его кисти принадлежит «Рождество» (fol. 38). С Эсденом сотрудничал анонимный художник, которого Миллард Мисс назвал по миниатюре на листе часослова 183 Мастером Троицы. Часть иллюстраций, в том числе календарного цикла, создал так называемый Псевдо-Жакмар де Эсден и ещё один неизвестный художник. Около 1412 года один из братьев Лимбург (вероятно, Жан) нарисовал для часослова миниатюру, где изображён герцог Беррийский, собирающийся в путешествие.

## Владельцы
В инвентаре герцога Беррийского 1402 года рукопись упоминается как: «прекрасный часослов со многими молитвами и песнями во славу Господа и святых его, начинающийся щедро иллюстрированным календарём». Герцог, вероятно, около 1416 года подарил рукопись Жакетте, жене своего библиотекаря и казначея Робине д’Этампа. В 1606 году часослов принадлежал Карлу III Лотарингскому, затем им владели мадам де Шане, Франсуа Роже де Геньер, Луи-Жан Геньа и Луи-Сезар, герцог де Лавальер. В 1784 году на распродаже коллекции последнего часослов был приобретён Королевской библиотекой.